# Ledolomac
Ledolomac je naziv za posebno sagrađeni brod kojemu je svrha razbijanje leda radi otvaranja plovnih puteva. Da bi to postigao, ledolomac mora imati poseban oblik trupa i snažan motor. Ledolomci su se pojavili relativno kasno, tek s pojavom parnog stroja. Uglavnom se koriste u polarnim i subpolarnim područjima, iako nisu rijetkost ni na važnijim rijekama koje se mogu zalediti preko zime.
Ledolomci se dijele na polarne i subpolarne u zavisnosti od geografskog područja rada. Polarni ledolomci su osposobljeni za nezavisan rad na jednogodišnjem, dvogodišnjem i višegodišnjem ledu Arktika i Antarktika. Subpolarni ledolomci se koriste na zaleđenim vodama morskih obala, rijeka i jezera izvan polarnih područja.
Najveći korisnici ledolomaca su Finska, Švedska, SAD i Rusija.

## Vanjske poveznice
- Ledolomci na slikama  Arhivirana inačica izvorne stranice od 29. studenoga 2010. (Wayback Machine)
- Galerija fotografija ruskih ledolomaca
- The Nuclear icebreaker fleet